# Sanftmut

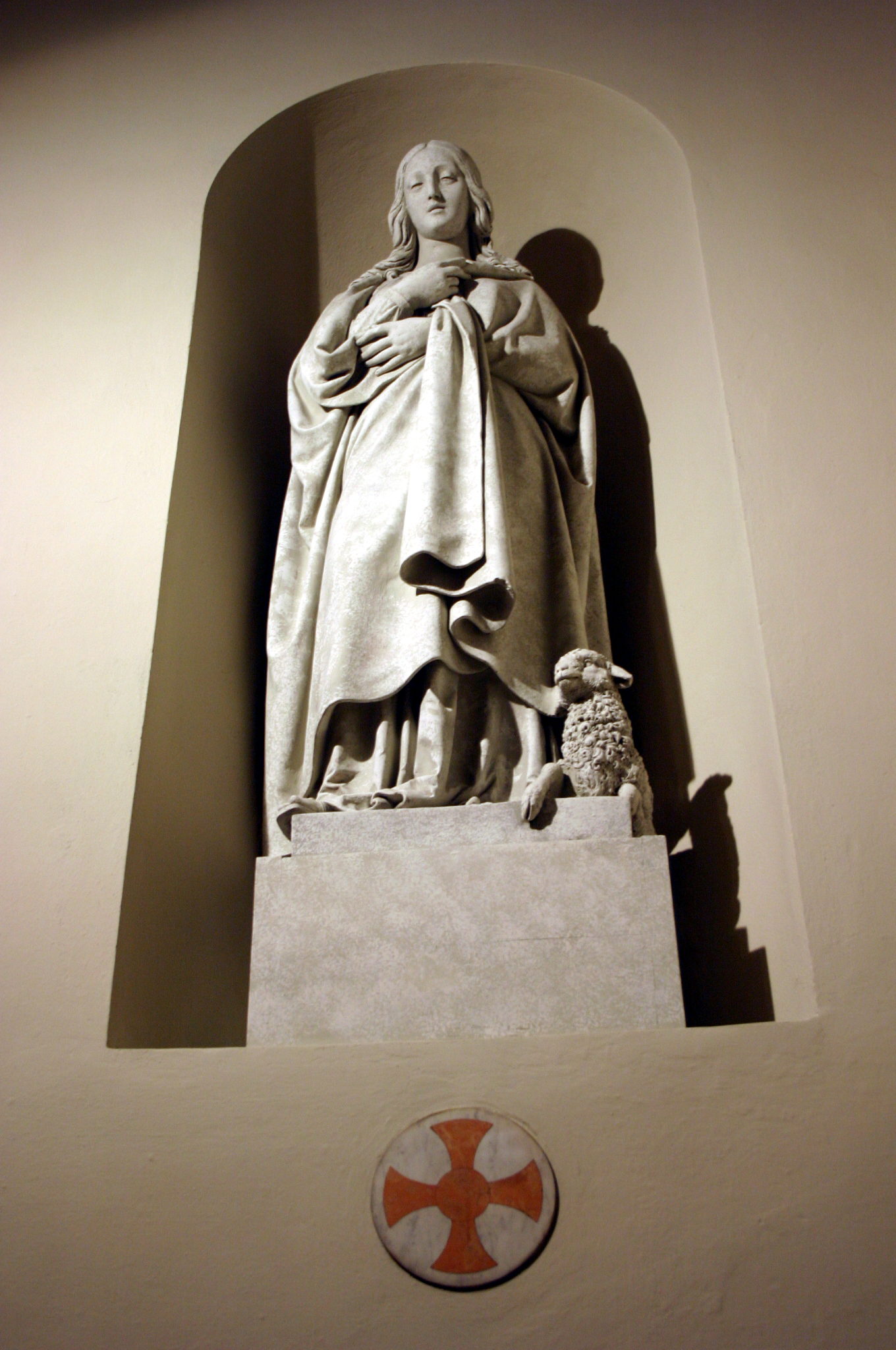
Allegorische neoklassische Statue in der San Carlo al Corso-Kirche in Mailand. Das Lamm an ihrer Seite ist das traditionelle Symbol der Sanftmut.

Sanftmut ist eine Charaktereigenschaft. Sie galt als Tugend einiger Herrscher: So trug Friedrich II. von Sachsen (1412–1464) den Beinamen „der Sanftmütige“, ebenso der Pfalzgraf Ludwig IV. (1424–1449). Der Bischof und christliche Mystiker Franz von Sales (1567–1622) wird als Heiliger der Sanftmut angesehen, der seine Neigung zu Zornausbrüchen zu zügeln lernte.
Zum Adjektiv sanftmütig sind Gegenbegriffe zornmütig (veraltet), jähzornig, aufbrausend und aggressiv.

## Etymologie
Der Begriff ist Kompositum des Adjektivs sanft, in unterschiedlichen Lautungen und Schreibungen schon mittelhochdeutsch mit der Bedeutung angenehm, mild, als Präfix mit -mut. Letzteres geht auf das mittelhochdeutsche muot zurück, welches in der Zusammenstellung der beiden Begriffe die Bedeutung Gemüt, Temperament annimmt. Sanftmut bezeichnet also eine milde, nachsichtige menschliche Wesensart.

## Philosophische Zusammenhänge
In philosophischen und religiösen Erörterungen wird Sanftmut als Tugend behandelt.
Der Philosoph Otto Friedrich Bollnow hat Sanftmut folgendermaßen umschrieben:

„Die Sanftmut steht im Gegensatz zur Gewaltsamkeit. … Sanft ist er (der Mensch), wenn er sich nicht vom Zorn hinreißen läßt, ohne vermeidbare Härte im Affekt, weich und behutsam. Sanftmut bezeichnet dabei nicht nur eine Weise des Verhaltens, sondern mehr noch eine Beschaffenheit der Gesinnung. … Die Sanftmut des Verhaltens verbindet sich sodann mit der Behutsamkeit im Umgang. Diese Behutsamkeit ist eine Art von Vorsicht, die keinen Schaden an den andern Menschen … herankommen lassen will.“

In der Antike galt Sanftmut als typische Eigenschaft des Philosophen. So wird etwa Sokrates in Platons Phaidon (116c5) als sanftmütig bezeichnet. Bei Aristoteles (in der Nikomachischen Ethik, (IV 11) Die Sanftmut nebst deren Mangel und Übermaß) wird die Sanftmut (praotes) unter ethischen Aspekten diskutiert und als Mitte zwischen einer zu geringen (Unempfindlichkeit) und einer zu großen Erregbarkeit (Jähzorn) bestimmt.
Auf Latein bezeichnet man Sanftmut als mansuetudo (wörtlich: Zahmheit, auch bei Tieren), sie wird als eng mit der Tugend der clementia (Milde, Nachsicht) verwandt betrachtet. Thomas von Aquin differenziert zwischen Nachsicht und Sanftmut, die er beide als gegen das Laster des Zorns (ira) – verstanden als Drang zu übermäßiger Vergeltung – gerichtete Tugenden begreift, die sich jedoch in ihrem unmittelbaren Objekt unterscheiden: Während Nachsicht die Folgen des Zorns abmildert, indem sie die Rachsucht mäßigt, richtet sich Sanftmut unmittelbar gegen die zornige Gemütsaufwallung selbst und bekämpft den Zorn bereits im Entstehen. Aus diesem Grund wird die Nachsicht in der traditionellen Tugendlehre meist der Kardinaltugend der Mäßigung (temperantia) zugeordnet, während Sanftmut im Bereich der Kardinaltugend der Tapferkeit (fortitudo) verortet wird.

## Sanftmut im Juden- und Christentum
Psalm 25,9  des Tanach (und entsprechend dem Alten Testament) lautet: Er leitet die Sanftmütigen im Recht und lehrt die Sanftmütigen seinen Weg.
Im Christentum ist die Sanftmut im Matthäusevangelium ein Element der (Selbst-)Charakterisierung Jesu (z. B. 11,29  und 21,5 ). In der Bergpredigt sagt Jesus: Glückselig die Sanftmütigen (im griech. Original μακάριοι οἱ πραεῖς makarioi hoi praeis), denn sie werden das Land erben. (Mt 5,5 ). Πραεῖς praeis ist der Plural des Adjektivs πραΰς pra’us (‚sanftmütig‘), was beinhaltet: mild, milde (tröstende) Worte, milde (heilende) Pflanzen, bei Tieren: zutraulich. In dem Brief des Paulus an die Galater (5,23 ) wird die Sanftmut als Teil der Frucht des Heiligen Geistes angeführt.

## Darstellung in der Bildenden Kunst
Die Personifikation der Sanftmut findet sich in der Kunst vor allem seit dem 15. Jahrhundert. In der klassischen Ikonologie entspricht ihr ein Mädchen mit Lamm, etwa in Cesare Ripas Iconologia (1593).